# Leefbaar Zuid-Holland
Leefbaar Zuid-Holland was van 2002 tot eind 2010 een Nederlandse provinciale politieke partij in Zuid-Holland. De partij had als ambitie om de vele verschillende lokale partijen in de provincie te vertegenwoordigen op provinciaal niveau.
Bij de Provinciale Statenverkiezingen van 2003 behaalde Leefbaar Zuid-Holland één zetel, die werd ingenomen door Lenneke van der Meer, die daarmee gelijk ook fractievoorzitter was.
Ook bij de Provinciale Statenverkiezingen van 2007 behaalde Leefbaar Zuid-Holland één zetel, die vanaf dan werd bezet door Ronald Sørensen. Hij was tevens gemeenteraadslid in Rotterdam namens Leefbaar Rotterdam.
In december 2010 besloot de partij zich op te heffen. De partij deed niet mee aan de Provinciale Statenverkiezingen van 2011 en Sørensen maakte als onafhankelijk statenlid de termijn tot medio 2011 af en stapte over naar de Partij voor de Vrijheid. De partij was aangesloten bij de Onafhankelijke Senaatsfractie.

## Referentie
1. ↑  waybackmachine.org - 2003 - www.leefbaarzuidholland.nl
2. ↑  WebRegio.nl - Leefbaar Zuid-Holland opgeheven voor PVV[dode link]